# Фусо (Айті)

Фусо́ (яп. 扶桑町, ふそうちょう, МФА: [ɸu̥so t͡ɕoː]?) — містечко в Японії, в повіті Ніва префектури Айті. Розташоване в північно-західній частині префектури. Отримало статус містечка 1952 року. Площа становить 11,18 км². Станом на 1 серпня 2011 року населення складало 33 712  осіб, густота населення — 3020 осіб/км².   